# Marina Ovsiannikova
Pour les articles homonymes, voir Ovsiannikova.
Marina Vladimirovna Ovsiannikova (en russe : Марина Владимировна Овсянникова), née Tkatchouk (Ткачук) le 19 juin 1978 à Odessa, est une journaliste et productrice pour la première chaîne de télévision russe Pervi Kanal, détenue majoritairement par l'État.
Dans la troisième semaine de l'invasion de l'Ukraine par la Russie, le 14 mars 2022, elle se fait mondialement connaître par un acte de résistance, en brandissant lors du journal télévisé du soir Vremia, une pancarte pacifiste pour manifester son opposition à la guerre en Ukraine.
Elle est arrêtée à plusieurs reprises et condamnée à une amende, avant de quitter clandestinement la Russie en octobre 2022.

## Biographie

### Jeunesse et débuts
Fille d'une mère russe et d'un père ukrainien, Marina Ovsiannikova est diplômée de l'Université d'État du Kouban (KubSU), puis de l'Académie russe d'économie nationale et d'administration publique. Elle travaille d'abord pour la Compagnie d'État panrusse de télévision et de radiodiffusion VGTRK. Elle anime ensuite une émission de sport sur Kouban TV, où elle parle de son attachement à l'équipe russe de football, de son peu de goût à voir des femmes jouer à ce sport et s'enthousiasme déjà à l'idée que « si le football peut éloigner un homme d'une arme à feu, c'est tout simplement merveilleux ! ».
Marina Ovsiannikova est mariée à un cadre de la télévision RT avec qui elle a deux enfants et dont elle est séparée.
Après son coup d'éclat du 14 mars, elle démissionne de son poste à Pervi Kanal. Elle travaille brièvement au sein du journal allemand Die Welt. Elle habite à Berlin, laissant ses deux enfants en Russie en raison de l'opposition de son ex-mari à les laisser partir avec leur mère.
Le 25 mai 2022, elle reçoit le Prix Václav-Havel pour la dissidence créative de la Human Rights Foundation.
Pour Die Welt, elle réalise un reportage en Ukraine, qui soulève aussitôt une polémique. Elle revient à Berlin, puis rentre en Russie quand son contrat est terminé.

### Militantisme

#### Interruption du journal télévisé
Le 14 mars 2022, à une heure de grande écoute, lors d'un direct du journal télévisé Vremia sur Pervi Kanal (la première chaîne), Marina Ovsiannikova se place derrière la présentatrice, Iékaterina Andreïeva, qui reste impassible. Elle montre à la caméra une pancarte écrite à la main, décorée des drapeaux russe et ukrainien, qui dit, en russe et en anglais,, : « No War (Non à la guerre). Остановите войну (Arrêtez la guerre). не верьте пропаганде (Ne croyez pas à la propagande). здесь вам врут (Ils vous mentent ici). Russians against war (Les Russes contre la guerre). » 
La diffusion normale de l'émission est interrompue et un reportage préenregistré remplace le direct. Peu après, Marina Ovsiannikova est arrêtée. L'enregistrement du journal n'est pas disponible en téléchargement, ce qui n'est pas habituel pour cette chaîne de télévision,.

#### Message vidéo
Avant d'interrompre le journal télévisé, connaissant les risques, Marina Ovsiannikova enregistre un message vidéo d'1 min 16 qu'elle publie sur Telegram. Devant une bibliothèque, arborant un collier aux couleurs de l’Ukraine et de la Russie, elle s'adresse à la caméra,.
« То, что сейчас происходит на Украине — это преступление. И Россия — страна-агрессор. И ответственность за эту агрессию лежит на совести только одного человека. И этот человек — Владимир Путин. Мой отец украинец, моя мать русская. И они никогда не были врагами. И это ожерелье на моей шее — как символ того, что Россия должна немедленно остановить братоубийственную войну и наши братские народы ещё смогут примириться. К сожалению, последние годы я работала на Первом канале, занимаясь кремлёвской пропагандой, и мне сейчас очень стыдно за это. Стыдно за то, что позволяла говорить ложь с экрана телевизора. Стыдно за то, что позволяла зомбировать русских людей. Мы промолчали в 2014 году, когда всё это только начиналось. Мы не вышли на митинги, когда Кремль отравил Навального. Мы просто безмолвно наблюдали за этим античеловеческим режимом. И сейчас от нас отвернулся весь мир. И ещё десять поколений наших потомков не отмоются от позора этой братоубийственной войны. Мы, русские люди — думающие и умные, только в наших силах остановить это безумие. Выходите на митинги, ничего не бойтесь, они не могут пересажать нас всех. »
« Ce qui se passe en ce moment en Ukraine est un véritable crime. Et la Russie est l'agresseur. Et la responsabilité de ce crime pèse sur la conscience d'une seule personne. Et cette personne est Vladimir Poutine. Mon père est ukrainien, ma mère est russe. Ils n'ont jamais été ennemis. Et le collier autour de mon cou est un symbole du fait que la Russie doit immédiatement arrêter la guerre fratricide afin que nos peuples frères puissent encore se réconcilier. Malheureusement, ces dernières années, j'ai travaillé sur la Première chaîne, en faisant la propagande du Kremlin, et j'en ai maintenant très honte. J'ai honte d'avoir laissé raconter des mensonges sur les écrans de télévision. J'ai honte d'avoir permis de zombifier les Russes. Nous sommes restés silencieux en 2014 quand tout cela a commencé. Nous ne sommes pas allés manifester lorsque le Kremlin a empoisonné Navalny. Nous nous sommes contentés d'observer en silence ce régime anti-humain. Et maintenant, le monde entier nous a tourné le dos. Et les dix prochaines générations à venir ne seront pas en mesure de laver la honte de cette guerre fratricide. Nous, les Russes, sommes réfléchis et intelligents. Il est en notre pouvoir d'arrêter cette folie. Allez manifester, n'ayez pas peur, ils ne peuvent pas nous emprisonner tous. »
En réponse au discours officiel, Marina Ovsiannikova commence par rappeler que l'agresseur est la Russie et elle déplore que la « propagande du Kremlin » ait transformé le peuple russe en « zombie » et l'ait entraîné dans une « guerre fratricide ». Elle oppose Vladimir Poutine à Alexeï Navalny et encourage les Russes à participer aux manifestations malgré les risques, au motif que le pouvoir en place ne pourrait arrêter tous les citoyens protestataires. Dans cette vidéo, elle justifie implicitement son geste en mentionnant que son père est ukrainien et sa mère russe.
Jugée coupable d'« infraction administrative », elle est condamnée le 15 mars, après avoir subi 14 heures d'interrogatoires policiers, à une amende de 30 000 roubles (250 €) et laissée libre, en attendant un jugement où elle risque une sanction pénale pouvant aller jusqu'à 15 ans de prison. Elle déclare : « Ma vie a beaucoup changé, c’est sûr. Je suis contente d’avoir exprimé ce que je pensais. Plus important, il y a maintenant une nouvelle tendance : d’autres journalistes suivent mon exemple. Il s’agit de jours très difficiles dans ma vie, j’ai passé près de deux jours sans sommeil, l’interrogatoire a duré quatorze heures. Je n’ai pas eu le droit de parler avec mes proches, ni eu accès à une assistance juridique et c’est pourquoi j’étais dans une position très difficile. Aujourd’hui, je dois me reposer ».

#### Manifestation sur le Quai Sainte-Sophie et discours devant le tribunal
Marina Ovsiannikova travaille quelques mois à l'étranger, notamment pour le journal Die Welt, puis décide de retourner en Russie début juillet afin de régler la garde de ses enfants.
Le 15 juillet 2022, elle manifeste seule sur le Quai Sainte-Sophie, devant le Kremlin, avec trois poupées ensanglantées au sol devant elles et une affiche à la main, sur laquelle est écrit : « Путин — убийца. Его солдаты — фашисты. 352 ребенка погибли. Сколько еще должно погибнуть детей, чтобы вы остановились? (Poutine, assassin. Ses soldats, fascistes. 352 enfants sont morts. Combien d'autres doivent mourir pour que vous vous arrêtiez ?) » Deux jours plus tard, elle est arrêtée par la police russe, puis relâchée.
Lors du procès du député municipal Ilya Iachine, elle tient un discours devant le tribunal où elle qualifie l'invasion russe en Ukraine de « terrible crime ».

#### Messages sur les réseaux sociaux et nouvelle pancarte
Elle publie un message sur Facebook qui commence par « мне стыдно за свою страну (J'ai honte de mon pays) ». Fin juillet 2022, la journaliste est condamnée pour avoir « discrédité » l'armée russe. Le 8 août 2022, elle est condamnée à 40 000 roubles d'amende pour le même motif. Le 9 août, elle est de nouveau arrêtée et assignée à résidence pour une durée de deux mois, jusqu'au 9 octobre.
Le 10 août 2022, la journaliste est arrêtée par les forces de l'ordre et placée en détention provisoire à Moscou en raison de ses prises de position contre la guerre menée par la Russie,. Au cours de l'audience, elle brandit devant les caméras une pancarte indiquant : Пусть убитые дети снятся вам по ночам (Que les enfants assassinés hantent vos rêves), aussitôt occultée par les mains des policiers présents à l'audience.

#### Fuite de Russie
Assignées à résidence, Marina Ovsiannikova et sa fille sont parvenues à fuir la Russie et ont trouvé refuge en France,,, avec l'aide de Reporters sans frontières, où elle a demandé et bénéficié de l'asile politique.
Elle est condamnée par contumace par un tribunal russe le 3 octobre 2023 à propos de son action du 10 août 2022 au cours de laquelle elle avait brandi une pancarte anti-guerre après son arrestation.

#### Publication d'une autobiographie
Le 10 février 2023, un livre autobiographique parait en Allemagne,,. Le livre est ensuite publié en français le 4 mai 2023 sous le titre No war. Comment je me suis opposée à la propagande du Kremlin et en anglais. Au début du livre, la journaliste revient sur son irruption avec une pancarte sur le plateau du journal télévisé. Le livre raconte principalement la vie de la journaliste pendant ce moment-là et les mois qui suivent « avec des retours en arrière sur son enfance à Grozny, la capitale de la république caucasienne russe de Tchétchénie, et ses débuts de carrière »,,.

## Réactions nationales et internationales
Le porte-parole du Kremlin qualifie ses actions d'acte de « hooliganisme » sans se prononcer sur le fond.
Les derniers médias indépendants russes la surnomment « Jeanne d'Arc ».
La journaliste a reçu le soutien du politologue Abbas Galliamov, de la correspondante de Radio Liberty Danila Galperovitch, de l'économiste Andreï Netchaïev, de l'attachée de presse d'Alexeï Navalny Kira Iarmych et de son alliée Lioubov Sobol, des opposants Lev Chlosberg, Dmitri Goudkov et Ilya Iachine. Le journaliste Timofeï Dziadko a comparé l'acte d'Ovsiannikova à la participation de la dissidente Natalia Gorbanevskaïa à la manifestation du 25 août 1968.
Le président de l'Ukraine, Volodymyr Zelensky, se dit reconnaissant envers les Russes qui « parlent des vrais faits à leurs amis, leurs proches, leurs êtres chers et en particulier à la dame qui est entrée dans le studio de la chaîne 1TV avec une affiche contre la guerre ».
En France, l'affaire remonte jusqu'au président Macron qui, le 15 mars 2022, propose l'asile politique à la journaliste. Dans une interview pour le journal Der Spiegel, elle déclare toutefois renoncer à cette proposition ne souhaitant pas quitter son pays. Elle déclare : « Je voulais aussi montrer que les Russes aussi sont contre cette guerre, ce que beaucoup de gens en Occident ne comprennent pas. La majorité des gens intelligents et éduqués ici s’opposent à cette guerre ».
Quelques jours plus tard, en Ukraine notamment, émerge l'hypothèse d'une manipulation du Kremlin afin de redorer l'image des Russes et de démontrer que la liberté d'expression n'est pas totalement bafouée en Russie.